# لورنز اوکن
لورنز اوکن یک طبیعت شناس، گیاه شناس، زیست شناس و پرنده شناس آلمانی بود. اوکن لورنتس اوکنفوس (به آلمانی: Okenfuß) در "Bohlsbach" (اکنون بخشی از اوفنبورگ)، اورتناو، بادن به دنیا آمد و تاریخ طبیعی و پزشکی را در دانشگاه‌های فرایبورگ و وورزبورگ خواند. او به دانشگاه گوتینگن رفت و در آنجا به عنوان یک استاد خصوصی (مدرسه بدون حقوق) درآمد و نام خود را به اوکن کوتاه کرد. او به‌عنوان لورنتس اوکن، اثر کوچکی با عنوان «Grundriss der Naturphilosophie, der Theorie der Sinne, mit der darauf gegründeten Classification der Thiere (1802)» منتشر کرد. این اولین مورد از مجموعه آثاری بود که او را به عنوان رهبر جنبش "Naturphilosophie" در آلمان معرفی کرد.